# ヨーロッパにおける英語

EU圏内での英語の知識

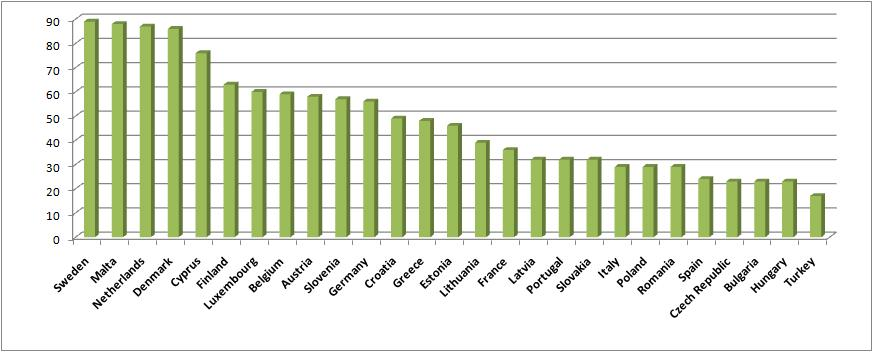
EUメンバーの国（+トルコ）における外国語と第2言語としての英語の知識。2005年時点の大人（15歳以上）の人口比に対する割合を表している。データはEUの調査結果を利用ている。

ヨーロッパにおける英語は、母語としては主にイギリスとアイルランドで話されている。その他の国では、マルタ、王室属領（マン島、ジャージー、ガーンジー）、ジブラルタル、アクロティリおよびデケリアのソブリン基地地域（イギリスの海外領土の2つ）で公式の地位を占めている。オランダ王国では、英語はカリブ海に位置するサバ島とシント・ユースタテエィウス島で地方言語として公式に認められている。ヨーロッパのその他の地域では、英語は第2言語として学習した人たちによって話されているが、人数は少ないが一部の国では英語圏から来たエクスパットによって母語として話されることもある。
イングランドでは、英語は事実上の公用語となっており、ジブラルタル、アクロティリおよびデケリアでは唯一の公用語、アイルランド共和国、マルタ、 北部アイルランド、スコットランド、ウェールズ、マン島、ジャージー、ガーンジー、EUでは、公用語の1つとなっている。
イギリスとアイルランドは、約316,000 km2 (122,000 sq mi)の面積と7100万人以上の人口を持つ「ヨーロッパ英語圏（European Anglosphere）」を構成している。 
2006年に公表された調査によると、EU市民の13%は英語を母語として話している。それ以外の38%のEU市民が英語で会話をするのに十分な能力があるとされているため、EU内では合計51%の市民に英語が通じることになる。
ヨーロッパ英語は以下を含むさまざまな口語的なかばん語として知られている。Eurolish（1979年に初めて記録された）、Eurish（1993）、Eurlish（2006）。